# King (zespół muzyczny)
King – brytyjski zespół muzyczny pochodzący z Coventry w Anglii, istniejący w latach 1982-1986.

## Historia
Nazwa zespołu pochodziła od nazwiska założyciela, wokalisty i frontmana, Paula Kinga (ur. 1960). Założona w 1982 grupa początkowo nazywała się The Raw Screens, a wywodziła się z rozwiązanego zespołu The Reluctant Stereotypes z Coventry, wykonującego muzykę ska. W 1983 zespół zmienił nazwę i styl muzyczny. Przez dłuższy czas grupa borykała się ze znalezieniem odpowiedniego perkusisty.
Frontman zespołu charakteryzował się wyróżniającym imagem i żywiołowymi występami. Grupa nagrała dwa albumy (oba wydane przez CBS Records) i wylansowała dwa przeboje: Love & Pride (z debiutanckiego singla) oraz Alone Without You, do którego wakacyjny teledysk został nakręcony w Grecji.
W latach 1986–1988 Paul King funkcjonował (bez większych sukcesów) solo, również pod nazwą King. Później pracował jako VJ w stacjach muzycznych MTV i VH1.

## Dyskografia

### Single
- Love & Pride (1984)
- Soul on My Boots (1984)
- Won't You Hold My Hand Now (1984)
- Alone Without You (1985)
- The Taste of Your Tears (1985)
- Torture (1986)

### Albumy
- Steps in Time (1984)
- Bitter Sweet (1985)

### Teledyski
- Love & Pride
- Alone Without You
- The Taste of Your Tears
- Trouble